# Реституција
Реституција је повраћај власништва или права која су у прошлости неоправдано одузета одређеном лицу, групи грађана или читавој класи или етничкој групи. 
То је процес враћања приватним власницима имовине (у натуралном облику или у виду новчаног обештећења) која им је одузета на основу прописа о аграрној реформи и колонизацији, конфискацији и секвестрацији, национализацији и експропријацији без адекватне надокнаде или на неки други сличан начин. 
Разликујемо натуралну и финансијску реституцију, у зависности од законског решења који може обухватити и повраћај самих одузетих некретнина и покретних ствари - натурална реституција, или се свести искључиво на финансијску надокнаду, када говоримо о финансијској реституцији.
У истом значењу користе се и термини "реприватизација" и "денационализација". Денационализација се у свом уско семантичком смислу односи на процес инверзан национализацији, али се у легислативи и пракси упоредног права овим термином, у ширем смислу, означава и деконфискација и враћање бившим власницима имовинских добара и права подржављених по разним другим основама, обештећење за ту имовину, као и приватизација државне имовине. У том ширем смислу, иако је реприватизација унеколико егзактнији појам, ипак се чешће користи израз денационализација, као општепознат и уобичајен.
У процесу реституције може се искључити повраћај имовине стечене као последица вршења кривичног дела, стварања ратног профита, учешћа у окупационим снагама и сл.
Према законима многих земаља, реституција је обавезна али се у неким земљама веома тешко остварује.
Овим процесом се остварује једно од основних људских права грађана описаних у Општој декларацији о људским правима УН - права на слободно уживање приватне својине.
У Србији је до 3. марта 2014. када је истицао рок, предато око 60 хиљада захтева за реституцију.